# 마암초등학교 (전북)
마암초등학교(馬岩初等學校)는 대한민국 전북특별자치도 임실군 운암면 마암리에 있는 초등학교이다.

## 학교 연혁
- 1967년 11월 18일 금기국민학교 마암분교장 개교
- 1972년 3월 1일 마암국민학교 승격
- 1983년 3월 1일 마암국민학교 용운분교장 편입
- 1989년 3월 1일 금기국민학교 마암분교장으로 격하
- 1996년 3월 1일 운암초등학교 마암분교장으로 편입
- 2005년 3월 1일 마암초등학교 승격(4학급 편성)
- 2005년 3월 1일 제8대 오운현 교장 부임
- 2006년 2월 10일 제34회 졸업(연 526명 졸업)
- 2007년 3월 1일 제9대 최순례 교장 취임
- 2008년 2월 15일 제36회 졸업(졸업생 연 1,119명)
- 2009년 2월 13일 제37회 졸업(졸업생 연 1,128명)
- 2010년 2월 10일 제38회 졸업(졸업생 연 1,133명)
- 2010년 3월 1일 6학급 편성
- 2010년 3월 1일 제10대 정정균 교장 부임
- 2011년 2월 11일 제39회 졸업(졸업생 연 1,144명)
- 2012년 2월 10일 제40회 졸업(졸업생 연 1,152명)
- 2012년 3월 1일 제11대 황오현 교장 부임
- 2013년 2월 28일 제41회 졸업(졸업생 연 1,165명)
- 2014년 2월 14일 제42회 졸업(졸업생 연 1,271명)
- 2014년 9월 1일 제11대 송미자 교장 부임
- 2015년 2월 13일 제43회 졸업(졸업생 연 1,183명)
- 2015년 9월 1일 제13대 최순철 교장 부임
- 2016년 2월 5일 제44회 졸업(졸업생 연 1,196명)
- 2016년 9월 1일 제14대 조영환 교장 부임
- 2018년 2월 9일 제46회 졸업(졸업생 연 1,220명)
- 2019년 2월 14일 제47회 졸업(졸업생 연 1,231명)
- 2019년 3월 1일 예술꽃 씨앗학교 운영 (2019~)
- 2021년 3월 1일 초등학교 6학급, 병설유치원 1학급 편성
- 2021년 3월 1일 제15대 하홍자 교장 부임
- 2023년 2월 7일 제52회 졸업(졸업생 8명 / 총 1,266명)
- 2024년 3월 4일 초등학교 6학급, 병설유치원 1학급 편성
- 2025년 2월 7일 제53회 졸업(졸업생 7명 / 총1,273명)
- 2025년 3월 1일 초등학교 6학급, 병설유치원 1학급 편성

## 참고 자료
- 마암초등학교 - 한국교육학술정보원 학교알리미